# Värmland-Dals nation

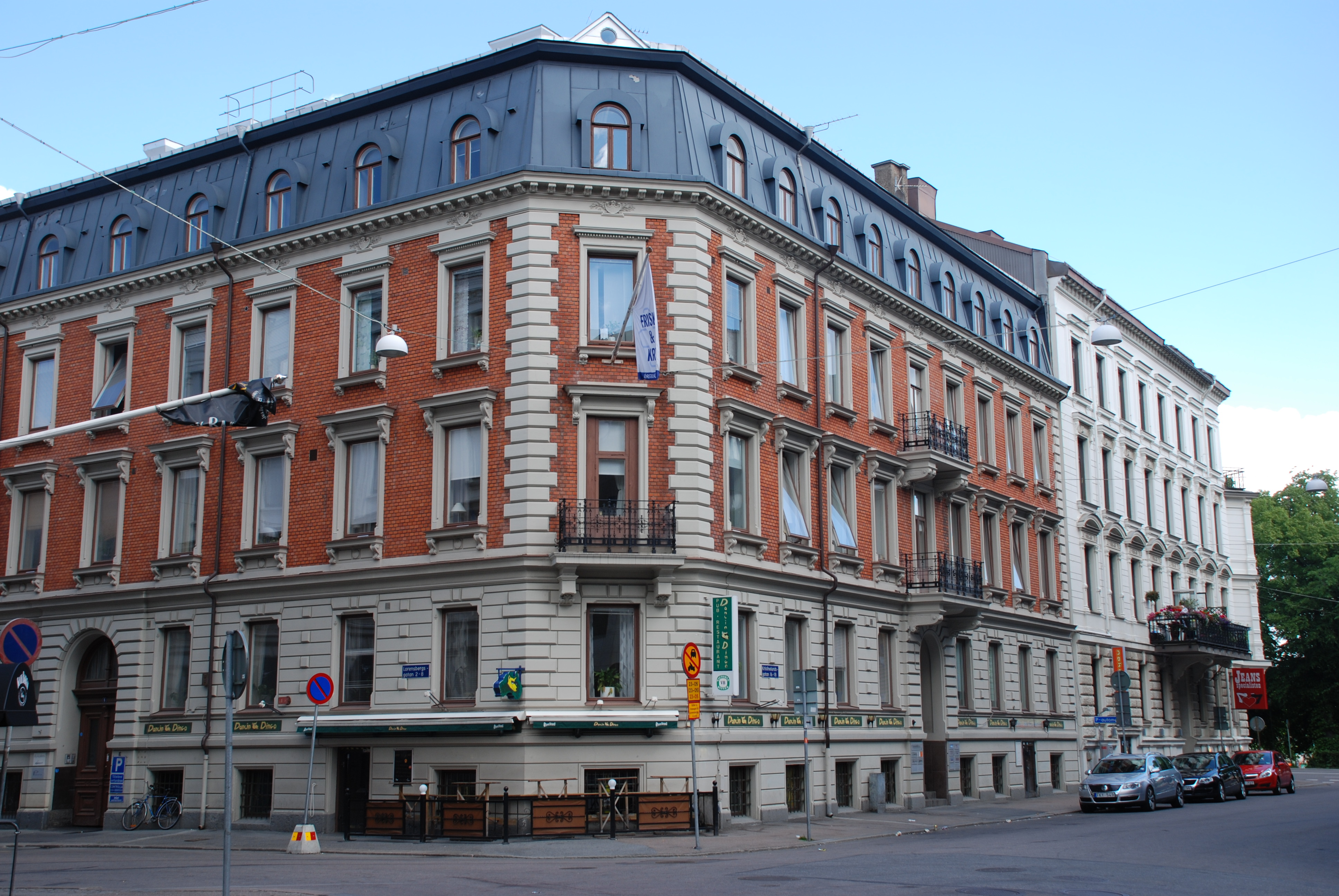
Lorensbergsgatan 8.

Värmland-Dals Nation (VäDal) var en studentnation för värmlänningar och dalslänningar, grundad i Göteborg 1959. Nationen hade liksom övriga nationer i Göteborg uteslutande en social funktion, som ett komplemement till studentkårerna. VäDal upphörde i praktiken 1984, men lever fortfarande kvar i någon mening på internet. Nationen låg centralt på Lorensbergsgatan 8 i Göteborg (en parallellgata till Kungsportsavenyn) och var bl.a. känd för sina fina pubkvällar med artister som Cornelis Vreeswijk och andra 70-talstrubadurer från när och fjärran. 
I Göteborg fanns vid slutet av 60-talett ännu inga ungdomsställen för studenter (utom Nationerna). Pubar existerade inte (utom på Nationerna). Sveriges första diskotek (eller i vart fall Göteborgs första) öppnades först runt 1969 eller 1970 eller kanske ännu senare (Det hette Yakidaa).  Det fanns alltså ingenstans att gå ut om man inte gick på en restaurang med vita dukar (och priser därefter), domusrestaurangen, eller i värsta fall till "Virveln" på Järntorget ;-)  Utom då just till "Kåren" och "Nationerna".  
Vädal hade fina viskvällar (med Cornelis m.fl) och Smålands hade "Galenskaparna" (utan "After shave") och Bohus nation var omtyckt också. Att träffas hemma hos varandra var otänkbart för de flesta (antingen bodde man inneboende eller i studentkorridor, vilket begränsade möjligheterna att föra liv på natten).   
MEN, till skillnad från i Stockholm, Uppsala och Lund så ingick inte nationerna i "Kårobligatoriet". På de andra orterna _måste_ man vara med i en Nation för att få plugga och tenta och stå i kö till studentbostad- Men i Göteborg var Nationerna helt frivilliga och bara till nöje (som i och för sig kunde betyda matlagnings- och bridgekurser också, inte bara pub och disko). På Vädal såg vi på TV, pluggade, spelade kort, eller snackade över en öl i veckorna.  Således, när levnadsstandarden bland studenterna ökade, och (delvis som en följd därav) antalet alternativa nöjesställen ute på stan ökade, så försvann helt enkelt behovet av en speciell träffpunkt för "fattiga studenter". 
Och i och med att Nationerna i Göteborg aldrig haft någon roll i utbildningssystemet så dog de helt enkelt ut. Vädal upphörde 1984 efter en period med ekonomiska problem. Nationen lever nu endast vidare på nätet (Yahoo och LinkedIn). Även sångkören Rabalder har fört Vädals traditioner vidare. 
1991 högtidlighölls nationens nedläggning genom en fest på Chalmers. 

## Inspektor
- Per-Anders Örtendahl

## 1Q (förste kurator)
- 1971 - Åke Hansson
- 1972 - Åke Hansson

## Nationsvärdar
- 1964 - Leif Wallquist
- 1968 - Stig Olausson
- 1969 - Göran Strandberg
- 1970 - Lennart Sjöqvist

## Hedersmedlemmar
- Gösta Vahlne (fastighetsägare och vår hyresvärd)
- Pekka Langer (välkänd dalslänning)